# Zoran Žižić
Zoran Žižić (in cirillico: Зоран Жижић?; Titograd, 4 marzo 1951 – Podgorica, 4 gennaio 2013) è stato un politico montenegrino e jugoslavo di etnia serba, primo ministro della Repubblica Federale di Jugoslavia dal 2000 al 2001.

## Biografia
Zoran Žižić nacque il 4 marzo 1951 a Titograd, nella Repubblica Socialista di Montenegro. Žižić frequentò sia la scuola elementare che il liceo nella sua città natale. Si laureò e ottenne un master presso la Facoltà di Giurisprudenza dell'Università di Belgrado. Al termine degli studi, ritornò nella sua città natale e lavorò presso la Facoltà di Giurisprudenza dell'Università del Montenegro, prima come assistente e poi come docente.
Già membro della Lega dei Comunisti di Jugoslavia, la sua prima partecipazione attiva alla politica fu durante la Rivoluzione antiburocratica nel 1989. Divenne capo del Consiglio Principale del Partito Democratico dei Socialisti (DPS) e deputato nell'Assemblea federale della Repubblica Federale di Jugoslavia.
Nel 1991 venne nominato Vice primo ministro della Repubblica di Montenegro, una posizione che ricoprì durante i primi due governi di Milo Đukanović.
Dopo la rottura tra Momir Bulatović e il DPS, Žižić seguì Bulatović e fu eletto vicepresidente del neonato Partito Popolare Socialista del Montenegro (SNP) nel 1998. Venne nominato Primo Ministro della Repubblica Federale di Jugoslavia il 4 novembre 2000, poco dopo il rovesciamento del regime Slobodan Milošević, a seguito della caduta del governo Bulatović. Žižić si dimise dalla carica il 29 giugno 2001, dopo otto mesi di mandato, in segno di protesta per l'estradizione di Slobodan Milošević al Tribunale penale internazionale per l'ex Jugoslavia. L'incarico venne affidato al suo collega di partito Dragiša Pešić, vicino alla corrente moderata.
La nuova linea dell'SNP post-Bulatović, europeista e contraria agli ideali di Milošević, non venne condivisa da Žižić e quest'ultimo venne espulso dal partito nell'aprile 2005. Nel 2006, Žižić fondò il Partito dell'Unità Democratica. Il partito si presentò alle elezioni successive nella Lista Serba di Andrija Mandić e all'interno della coalizione del Fronte Democratico.
Zoran Žižić morì il 4 gennaio 2013 a Podgorica, all'età di 61 anni.